# Psychotria martiusii
Psychotria martiusii är en måreväxtart som beskrevs av Johannes Müller Argoviensis. Psychotria martiusii ingår i släktet Psychotria och familjen måreväxter. Inga underarter finns listade i Catalogue of Life.